# Igor Francetić
Igor Francetić est un rameur croate né le 21 avril 1977 à Zagreb.

## Biographie
En 2000 à Sydney, il fait partie du huit croate médaillé de bronze olympique. 

## Palmarès
- Jeux olympiques d'été de 2000 à Sydney
  -  Médaille de bronze en huit